# Шевченко (Маріупольська міська громада)
Шевче́нко — село Маріупольської міської громади Маріупольського району Донецької області, Україна.

## Загальні відомості
Шевченко знаходиться за 123 км від обласного центра Донецька. Відстань до райцентру становить близько 17 км і проходить автошляхом E58.

## Населення
За даними перепису 2001 року населення села становило 115 осіб, із них 54,78 % зазначили рідною мову українську та 45,22 % — російську.